# Аро, Гонсало Лопес де
Гонсало Лопес де Аро (исп. Gonzalo López de Haro, 1781—1823) — испанский мореплаватель.

## Биография
Гонсало Лопес де Аро родился в Пуэбла (вице-королевство Новая Испания).
В марте 1788 года для изучения русской активности на северо-западе Америки из Сан-Бласа отправилась очередная экспедиция: главой экспедиции был шедший на «Princesa» Эстебан Хосе Мартинес-Фернандес-и-Мартинес-де-ла-Сьерра, а на «San Carlos» шёл Гонсало Лопес де Аро, штурманом у которого был Хосе Мария Нарваэс. В мае корабли прибыли в пролив Принца Вильгельма, и в поисках русских торговцев мехами отправились на запад. В июне Аро прибыл на остров Кадьяк, где узнал от аборигенов о находящемся неподалёку русском поселении.
30 июня 1788 года Аро отправил Нарваэса на шлюпке на поиски русского поселения в бухту Трёх Святителей. Нарваэс нашёл поселение, став первым испанцем, вошедшим в контакт с большой группой русских на Аляске. Нарваэс взял русского управляющего Евстратия Деларова на борт «Сан-Карлоса», где у того состоялся длительный разговор с Аро. Деларов сообщил Аро, что у русских было семь форпостов на побережье между Уналашка и проливом Принца Вильяма и русские шлюпы торгуют на юге вдоль побережья, вплоть до залива Нутка.
После этой встречи Аро отплыл на восток, и у острова Ситкинак встретился с Мартинесом. Экспедиция отправилась к острову Уналашка, на котором, по информации Деларова, располагалось одноимённое крупное русское поселение. Мартинес Фернандес прибыл к Уналашке 29 июля, а Аро — 4 августа; русский глава поселения Потап Зайков дал Мартинесу три карты Алеутских островов и сообщил, что вскоре должны прибыть крупные русские корабли (очевидно, имея в виду экспедицию Биллингса). Уналашка стала крайней западной точкой испанских экспедиций в регионе.
18 августа испанцы покинули Уналашку и отправились обратно в Калифорнии. Из-за ссоры между командующими корабли отправились разными маршрутами; Мартинес Фернандес позволил это, приказав Аро вновь присоединиться к нему в Монтерее. Однако во время пути на юг Аро при поддержке Нарваэса и прочих штурманов объявил, что корабль более не подчиняется Мартинесу Фернандесу, и направился в Сан-Блас самостоятельно, прибыв 22 октября. Мартинес Фернандес провёл месяц в Монтерее, ожидая Аро, и прибыл в Сан-Блас в декабре, где ему были предъявлены обвинения в безответственном командовании, однако вскоре вновь оказался в фаворе.
В 1790 году Мануэль Кимпер, штурманами которого были Гонсало Лопес де Аро и Хуан Карраско, отправился на «Princesa Real» в пролив Хуан-де-Фука, продолжая прошлогоднюю экспедицию Нарваэса. Кимпер добрался до восточной оконечности пролива, открыл острова Сан-Хуан, а также много проливов и заливов. Не имея достаточно времени, он был вынужден вернуться в залив Нутка, так и не исследовав перспективные места. Противные ветра не дали небольшому кораблю добраться до Нутки, и поэтому Кимпер вместо этого направился на юг в Сан-Блас.
В 1821 году после войны за независимость Мексики Гонсало Лопес де Аро попал в тюрьму в Пуэбле. Он умер в Пуэбле в 1823 году.
В честь Гонсало Лопеса де Аро названы остров Лопес (третий по величине из островов Сан-Хуан) и пролив(ы) Харо, отделяющий остров Ванкувер и острова Галф от островов Сан-Хуан.